# Alljís Schirí
Alljís Joris Schirí (arabsky: إلياس الصخيري) (* 10. května 1995) je tuniský profesionální fotbalista, který hraje na pozici defenzivního záložníka za německý klub Eintracht Frankfurt. Narodil se ve Francii, ale hraje za tuniský národní tým.

## Klubová kariéra

### Montpellier
Schirí je mládežnickým produktem Montpellier HSC. Svůj debut v Ligue 1 si odbyl 21. března 2015 proti Evian Thonon Gaillard, kdy nahradil Paula Lasneho v nastaveném čase při venkovní prohře 1:0.

### 1. FC Köln
Dne 29. července 2019 se Schirí připojil k 1. FC Köln, se kterým podepsal čtyřletou smlouvu. Dne 28. listopadu 2020 vstřelil dva góly v zápase, který skončil venkovním vítězstvím 2:1 nad Borussií Dortmund.

### Eintracht Frankfurt
Dne 5. července 2023 podepsal Schirí čtyřletou smlouvu s dalším bundesligovým klubem, Eintrachtem Frankfurt. O měsíc později, 31. srpna, vstřelil svůj první gól v odvetném utkání play-off Konferenční ligy UEFA 2023/24, ve kterém jeho klub zvítězil 2:0 nad Levski Sofia a zajistil si tak postup do skupinové fáze.

## Reprezentační kariéra
Schirí se narodil a vyrůstal ve Francii, jeho otec je z Tuniska a matka je Francouzka. Byl několikrát povolán do národního týmu Tuniska do 23 let. Schirí debutoval za Tunisko U23 v přátelském zápase proti Maroku U23.
Schirí debutoval v tuniském národním týmu 23. března 2018 v přátelském zápase, ve kterém Tunisko vyhrálo 1:0 nad Íránem.
V červnu 2018 byl zařazen do 23členného kádru Tuniska na Mistrovství světa ve fotbale 2018 v Rusku. Byl součástí týmu, který dosáhl na semifinále Afrického poháru národů 2019. V listopadu 2022 byl povolán na Mistrovství světa ve fotbale 2022 v Kataru. Schirí byl povolán do národního týmu na Africký pohár národů 2023.

## Statistiky

### Klubové
Platí k zápasu hranému 17. května 2025.
| Klub                | Sezóna            | Liga              | Liga   | Liga | Národní pohár | Národní pohár | Ligový pohár | Ligový pohár | Kontinentální | Kontinentální | Ostatní | Ostatní | Celkově | Celkově |
| Klub                | Sezóna            | Soutěž            | Zápasy | Góly | Zápasy        | Góly          | Zápasy       | Góly         | Zápasy        | Góly          | Zápasy  | Góly    | Zápasy  | Góly    |
| ------------------- | ----------------- | ----------------- | ------ | ---- | ------------- | ------------- | ------------ | ------------ | ------------- | ------------- | ------- | ------- | ------- | ------- |
| Montpellier         | 2014/15           | Ligue 1           | 2      | 0    | 0             | 0             | 0            | 0            | –             | –             | –       | –       | 2       | 0       |
| Montpellier         | 2015/16           | Ligue 1           | 12     | 2    | 0             | 0             | 1            | 0            | –             | –             | –       | –       | 13      | 2       |
| Montpellier         | 2016/17           | Ligue 1           | 37     | 1    | 1             | 0             | 1            | 0            | –             | –             | –       | –       | 39      | 1       |
| Montpellier         | 2017/18           | Ligue 1           | 35     | 4    | 2             | 0             | 4            | 0            | –             | –             | –       | –       | 41      | 4       |
| Montpellier         | 2018/19           | Ligue 1           | 37     | 3    | 1             | 0             | 0            | 0            | –             | –             | –       | –       | 38      | 3       |
| Montpellier         | Celkově           | Celkově           | 123    | 10   | 4             | 0             | 6            | 0            | –             | –             | –       | –       | 133     | 10      |
| 1. FC Köln          | 2019/20           | Bundesliga        | 32     | 1    | 1             | 0             | –            | –            | –             | –             | –       | –       | 33      | 1       |
| 1. FC Köln          | 2020/21           | Bundesliga        | 32     | 5    | 3             | 0             | –            | –            | –             | –             | 2       | 1       | 35      | 5       |
| 1. FC Köln          | 2021/22           | Bundesliga        | 22     | 4    | 1             | 1             | –            | –            | –             | –             | –       | –       | 23      | 5       |
| 1. FC Köln          | 2022/23           | Bundesliga        | 32     | 7    | 1             | 0             | –            | –            | 7             | 1             | –       | –       | 40      | 8       |
| 1. FC Köln          | Celkově           | Celkově           | 118    | 17   | 6             | 1             | –            | –            | 7             | 1             | 2       | 1       | 133     | 20      |
| Eintracht Frankfurt | 2023/24           | Bundesliga        | 27     | 2    | 2             | 1             | –            | –            | 9             | 2             | –       | –       | 38      | 5       |
| Eintracht Frankfurt | 2024/25           | Bundesliga        | 30     | 1    | 3             | 0             | –            | –            | 12            | 1             | –       | –       | 45      | 2       |
| Eintracht Frankfurt | Celkově           | Celkově           | 57     | 3    | 5             | 1             | –            | –            | 21            | 3             | –       | –       | 83      | 7       |
| Celkově v kariéře   | Celkově v kariéře | Celkově v kariéře | 298    | 30   | 15            | 2             | 6            | 0            | 28            | 4             | 2       | 1       | 349     | 37      |

### Reprezentační
Platí k zápasu hranému 15. října 2024.
| Národní tým | Rok     | Zápasy | Góly |
| ----------- | ------- | ------ | ---- |
| Tunisko     | 2018    | 13     | 0    |
| Tunisko     | 2019    | 15     | 0    |
| Tunisko     | 2020    | 4      | 0    |
| Tunisko     | 2021    | 8      | 3    |
| Tunisko     | 2022    | 12     | 0    |
| Tunisko     | 2023    | 8      | 0    |
| Tunisko     | 2024    | 9      | 0    |
| Celkově     | Celkově | 69     | 3    |

#### Reprezentační góly
Skóre a výsledky Tuniska jsou vždy zapsány jako první. Góly Alljíse Schirího jsou zvýrazněny.
| Gól | Datum           | Místo                                          | Soupeř           | Skóre | Výsledek | Soutěž                                           |
| --- | --------------- | ---------------------------------------------- | ---------------- | ----- | -------- | ------------------------------------------------ |
| 1.  | 25. března 2021 | Benina Martyrs Stadium, Benghází, Libye        | Libye            | 1:1   | 5:2      | Kvalifikace na Africký pohár národů 2021         |
| 2.  | 3. září 2021    | Stade Olympique Hammadi Agrebi, Tunis, Tunisko | Rovníková Guinea | 2:0   | 3:0      | Kvalifikace na Mistrovství světa ve fotbale 2022 |
| 3.  | 7. října 2021   | Stade Olympique Hammadi Agrebi, Tunis, Tunisko | Mauritánie       | 1:0   | 3:0      | Kvalifikace na Mistrovství světa ve fotbale 2022 |

## Úspěchy

#### Tunisko
- 4. místo na Africkém poháru národů: 2019

#### Individuální
- Tuniský fotbalista roku: 2021